# Предраг
Предраг — южнославянское мужское имя. Широко распространено в странах бывшей Югославии. Имя Предраг состоит из двух сербских слов пре = очень и драг = драгоценный.
Уменьшительно-ласкательное произношение: Педья, Педа, Пегги. В Словении имя Предраг занимает 256-е место по популярности.